# Квиксунд
Квиксунд (на шведски: Kvicksund) е малък град в централна Швеция. Разположен е в рамките на две общини от два различни лена – Вестманланд (община Вестерос) и лен Сьодерманланд (община Ескилстюна). Разположен е между езерата Галтен и Меларен. Намира се на около 180 km на запад от столицата Стокхолм и на около 25 km на югозапад от Вестерос. Има жп гара и малко пристанище. Населението на града е 2212 жители според данни по приблизителна оценка от декември 2017 г.